# Mariatou Diarra
Pour les articles homonymes, voir Diarra.
Mariatou Diarra (née le 20 novembre 1985) est une joueuse malienne de basket-ball féminin. Diarra a concouru pour le Mali aux Jeux olympiques de 2008. Elle est née à Bamako et joue au Sénégal pour le Dakar Université Club.
Elle est finaliste du Championnat d'Afrique de basket-ball féminin 2009.